# Joda
Joda é uma cidade e um município no distrito de Kendujhar, no estado indiano de Orissa.

## Demografia
Segundo o censo de 2001, Joda tinha uma população de 38,671 habitantes. Os indivíduos do sexo masculino constituem 52% da população e os do sexo feminino 48%. Joda tem uma taxa de literacia de 54%, inferior à média nacional de 59.5%: a literacia no sexo masculino é de 64% e no sexo feminino é de 43%. Em Joda, 16% da população está abaixo dos 6 anos de idade.